# Anja Rücker
Anja Rücker (* 20. Dezember 1972 in Lobenstein) ist eine ehemalige deutsche Leichtathletin. Mit der 4-mal-400-Meter-Staffel wurde sie 1996 Dritte bei den Olympischen Spielen und im Jahr darauf Weltmeisterin. Ihr größter Einzelerfolg war die Silbermedaille über 400 Meter bei den Weltmeisterschaften 1999.

## Persönliche Bestleistungen
| Disziplin               | Leistung | Datum            | Ort          |
| ----------------------- | -------- | ---------------- | ------------ |
| 400 Meter               | 49,74 s  | 26. August 1999  | Sevilla      |
| 400 Meter (Halle)       | 51,99 s  | 13. Februar 2000 | Sindelfingen |
| 200 Meter               | 23,40 s  | 20. August 1996  | Leverkusen   |
| 200 Meter (Halle)       | 23,34 s  | 16. Januar 2000  | Chemnitz     |
| 60 Meter Hürden (Halle) | 8,65 s   | 16. Januar 2000  | Chemnitz     |

## Sportliche Laufbahn
Schon im Nachwuchsbereich zählte Anja Rücker zu den herausragenden Läuferinnen der DDR. Bereits im Alter von 13 Jahren lief sie die 400 Meter in 56,25 s und mit 16 Jahren schon 54,47 s. Einen seltenen Doppelerfolg erzielte sie bei der letzten Kinder – und Jugendspartakiade der DDR 1989, als sie über 100 Meter und 400 Meter siegte. Mit 19 Jahren hatte sie bereits eine Bestleistung von 51,33 s. Von 1992 bis 1998 stagnierte jedoch ihre Entwicklung über 400 Meter. Einer der Gründe waren zunehmende Achillessehnenprobleme, welche sie 1995 zwangen, ein Jahr zu pausieren. Sie nahm an den Olympischen Sommerspielen 1996 teil, bei der sie mit der 4-mal-400-Meter-Staffel eine Bronzemedaille gewann. Für diesen Gewinn wurden sie und die Staffel vom Bundespräsidenten mit dem Silbernen Lorbeerblatt ausgezeichnet. Nach dem Gewinn des Weltmeistertitels 1997 mit der 4-mal-400-Meter-Staffel, musste sie sich Ende 1997 an beiden Achillessehnen operieren lassen.
Im Sommer 1998 wechselte sie in die Trainingsgruppe von Karin Balzer und Karl-Heinz Balzer. Unter deren Leitung schöpfte Anja Rücker, trotz anhaltender Achillessehnenprobleme, ihr Potential aus und wurde 1999 Vizeweltmeisterin über 400 Meter in 49,74 s. In der Hallensaison des Jahres 2000 lief sie über 200 Meter und 400 Meter persönliche Bestzeiten. Bei den Halleneuropameisterschaften 2000 in Gent wurde ihr vor dem Vorlauf über 400 Meter durch einen DLV-Arzt eine Betäubungsspritze in die linke Wade verabreicht, welche falsch dosiert war. Durch den dadurch auftretenden Gefühlsverlust im linken Unterschenkel knickte sie während des Vorlaufes um und stürzte. Als Folge wurden ein doppelter Bänderriss sowie ein Anriss der linken Achillessehne diagnostiziert. Dieser Vorfall zerstörte ihre erfolgreiche Karriere. Als Folge dieser Verletzung riss die linke Achillessehne im Sommer 2000 30 % quer und 8 cm längs ein. Nach Operation der linken Achillessehne kehrte sie nach 4 Wochen spezifischem Training 2001 mit einem fünften Platz über 400 Meter in 51,55 s bei den Deutschen Meisterschaften in Stuttgart zurück. Damit hatte sie sich als Ersatzläuferin für die 4-mal-400-Meter-Staffel, der Weltmeisterschaften in Edmonton qualifiziert, verzichtete jedoch. 2002 riss die rechte Achillessehne ein, was zu einer weiteren Operation führte. Zuvor wurde eine Gürtelrose diagnostiziert. Im Sommer 2005 begann sie wieder mit dem spezifischen Training und wurde 2006 Süddeutsche Hallenmeisterin über 400 Meter. Im April 2006 erkrankte sie am Pfeifferschen Drüsenfieber. Um weitere Komplikationen auszuschließen, wurden im Juli 2006 Fersensporne an beiden Füßen entfernt. Nach kurzem unspezifischem Training belegte Anja Rücker im Sommer 2007 bei den Deutschen Meisterschaften in Erfurt über 400 Meter den vierten Platz.
2008 musste ihr nach einem Sportunfall der Mittelfinger der rechten Hand amputiert werden. Bei den Thüringer Meisterschaften im Juni 2012 bestritt Anja Rücker ihren letzten Wettkampf in der Leichtathletik.

## Berufliche Laufbahn
Nach dem Realschulabschluss erlernte sie den Beruf der Feinmechanikerin. Anschließend absolvierte sie eine Ausbildung zur Urkundsbeamtin im mittleren Dienst und war bis 2006 am Oberlandesgericht Jena beschäftigt.
1997 wurde sie zur Ehrenbürgerin der Stadt Bad Lobenstein ernannt.
2013 gründete sie den Leichtathletikverein Bad Lobenstein TC, wo sie als Vorsitzende tätig ist.
2019 eröffnete sie ihr eigenes Gesundheitsstudio LongLifeFit by Anja Rücker. 

## Erfolge
| Jahr | Erfolg                                  | Disziplin |
| ---- | --------------------------------------- | --------- |
| 1986 | DDR-Jugendmeisterin AK 13               | 400 m     |
| 1987 | Spartakiadesiegerin                     | 400 m     |
| 1988 | DDR-Jugendmeisterin AK 15               | 400 m     |
| 1989 | Junioreneuropameisterin                 | 4 × 400 m |
| 1989 | Spartakiadesiegerin                     | 100 m     |
| 1989 | Spartakiadesiegerin                     | 400 m     |
| 1990 | 4. Platz Juniorenweltmeisterschaften    | 4 × 400 m |
| 1990 | 8. Platz Juniorenweltmeisterschaften    | 4 × 400 m |
| 1991 | Junioreneuropameisterin                 | 4 × 400 m |
| 1991 | 2. Platz Junioreneuropameisterschaften  | 400 m     |
| 1991 | Juniorenmeisterin                       | 400 m     |
| 1991 | 2. Platz Deutsche Jugendmeisterschaften | 400 m     |
| 1992 | Deutsche Meisterin                      | 400 m     |
| 1992 | 6. Platz Olympische Spiele              | 4 × 400 m |
| 1992 | 6. Platz Weltcup                        | 400 m     |
| 1992 | 5. Platz Weltcup                        | 4 × 400 m |
| 1993 | Deutsche Meisterin                      | 400 m     |
| 1993 | Europameisterin U23                     | 400 m     |
| 1993 | 5. Platz Weltmeisterschaften            | 4 × 400 m |
| 1993 | 5. Platz Europacup                      | 400 m     |
| 1993 | 3. Platz Europacup                      | 4 × 400 m |
| 1994 | Deutsche Meisterin                      | 400 m     |
| 1994 | 5. Platz Europameisterschaften          | 400 m     |
| 1994 | 3. Platz Europameisterschaften          | 4 × 400 m |
| 1994 | 8. Platz Weltcup                        | 400 m     |
| 1996 | 2. Platz Deutsche Meisterschaften       | 400 m     |
| 1996 | 3. Platz Olympische Spiele              | 4 × 400 m |
| 1997 | Weltmeisterin                           | 4 × 400 m |
| 1997 | 3. Platz Hallenweltmeisterschaften      | 4 × 400 m |
| 1997 | 2. Platz Deutsche Meisterschaften       | 400 m     |
| 1997 | 2. Platz Deutsche Hallenmeisterschaften | 400 m     |
| 1999 | Vizeweltmeisterin                       | 400 m     |
| 1999 | 3. Platz Weltmeisterschaften            | 4 × 400 m |
| 1999 | 3. Platz Europacup                      | 400 m     |
| 1999 | 4. Platz Hallenweltmeisterschaften      | 4 × 400 m |
| 1999 | 2. Platz Deutsche Meisterschaften       | 400 m     |
| 1999 | 2. Platz Deutsche Hallenmeisterschaften | 400 m     |
| 2000 | Deutsche Hallenmeisterin                | 400 m     |
| 2001 | 5. Platz Deutsche Meisterschaften       | 400 m     |
| 2003 | 5. Platz Deutsche Hallenmeisterschaften | 400 m     |
| 2007 | 4. Platz Deutsche Meisterschaften       | 400 m     |